# Catherine Séguin
Pour les articles homonymes, voir Séguin.
Catherine Séguin, née le 27 février 1970 à Paris, est une haute fonctionnaire française. Elle est préfète de l'Isère depuis novembre 2024.

## Biographie

### Jeunesse et formation
Catherine Marie Elisabeth Séguin naît dans le 14e arrondissement de Paris. Elle est la fille de Philippe Séguin, et a trois frères et sœur, dont elle est l'aînée,.
Elle grandit à Paris. Elle obtient un Bachelor of Arts et un Master of Arts de l'université de Loughborough, au Royaume-Uni, où elle étudie entre 1988 et 1993. Elle obtient ensuite un diplôme d'études approfondies (DEA) d'études anglophones avec un mémoire de sociologie politique à l'université Grenoble-III en 1993. Elle obtient également un Europazertifikat de l'université Justus-Liebig de Giessen, en Allemagne. Elle suit la 59e session 2006-2007 de l'Institut des hautes études de Défense nationale en tant que « directrice du développement, TV 5 monde ».

### Parcours au sein de la fonction publique
En 1994, elle est chargée de mission auprès du Délégué aux relations européennes, internationales et à la francophonie, rattaché au ministre chargé de l'Enseignement supérieur et de la Recherche. L'année suivante, elle est nommée conseillère technique au cabinet du secrétaire d'État à l'Enseignement supérieur (Jean de Boishue). De 1995 à 1997, elle est conseillère technique au cabinet du ministre de l'Industrie, de la Poste et des Télécommunications, François Fillon. Elle quitte ce poste pour devenir chargée de mission au service de l'évaluation et de la modernisation de l’État, au commissariat général du Plan.
L'année suivante, et jusqu'à 2000, elle est directrice des relations européennes et internationales au conseil régional des Pays de la Loire. Elle quitte alors provisoirement la fonction publique.

### Parcours au sein du privé
De 2000 à 2002, elle est chargée de mission auprès du PDG de Canal+ Horizons. Elle continue de travailler dans le secteur de l'audiovisuel lorsqu'elle devient directrice de l'audit stratégique de TV5 Monde et Canal France International jusqu'en 2003. Elle est par ailleurs directrice générale par intérim de cette dernière entreprise en 2002.
De 2003 à 2005, elle est directrice de cabinet du PDG de TV5 Monde et Canal France International, puis jusqu'en 2007, directrice du développement chargée des projets TV5 Monde.
En 2007, elle est nommée directrice  du cabinet du président de l'assemblée des Chambres françaises de commerce et d'industrie.
De 2009 à 2010, elle est directrice de cabinet du président et chef de marché fonction publique au groupe Adecco. Elle passe en 2010 au secteur des ressources humaines en étant directrice du développement secteur public chez Altedia, une société de conseil en ressources humaines. Elle quitte l'année suivante le privé pour revenir au secteur public.

### Parcours dans le corps préfectoral
En 2011, elle accède au corps des préfets par le biais du tour extérieur ouvert aux non-fonctionnaires. Elle est alors nommée sous-préfète et directrice de cabinet du préfet du Pas-de-Calais,. En septembre 2013, elle est nommée secrétaire générale de la préfecture de Saône-et-Loire,.
Elle devient sous-préfète hors-classe à Bayonne en avril 2016, poste qu'elle conserve pendant vingt et un mois, puis est nommée préfète du Gers en décembre 2017 pour une prise de fonction en janvier 2018. Elle gère la crise des Gilets jaunes, bien que le Gers soit très peu touché par les violences, ainsi que la pandémie de maladie à coronavirus de 2020. Elle agit particulièrement sur la sécurité routière, car le nombre de morts sur la route dans le Gers a augmenté de 22 % en 2018, et les violences faites aux femmes.
En 2019, elle intègre le corps des préfets en qualité de préfète hors-classe.
Le 29 juillet 2020, elle est nommée préfète de la Loire par le ministre de l'intérieur Géradl Darmanin. En novembre 2024, elle est accusée de harcèlement moral sur la période 2021-2022 par sa subordonnée Sylvaine Astic, alors sous-préfète de Roanne,.
Le 11 janvier 2023, elle est nommée préfète de l'Oise par Gérald Darmanin. En septembre 2024, alors qu'elle y est en poste, son mari Franck Robine est nommé directeur de cabinet du nouveau ministre de l'intérieur Bruno Retailleau.
En novembre 2024, peu après sa nomination à la préfecture de l'Isère, elle est soupçonnée par Mediapart d’avoir obtenu un passe-droit pour faire rentrer son fils dans un collège élitiste de Grenoble. Le rectorat de l’Isère conteste cette information.

### Vie privée
Mère de trois garçons, elle est passionnée de rugby.
Elle est jugée proche de François Fillon.
Elle est mariée à Franck Robine, directeur de cabinet du ministre de l’intérieur Bruno Retailleau
,[.

## Distinctions
- Chevalière de la Légion d'honneur[1]
- Officière de l'ordre national du Mérite (2023)[38]
- Médaille des réservistes volontaires de défense et de sécurité intérieure, argent